# Џорџ Бенсон
Џорџ Бенсон (енгл. George Benson; Питсбург, 22. март 1943) је амерички певач и гитариста.
Музичку каријеру је започео у 21−ој години као џез гитариста. Појавио се на музичкој сцени током шездесетих година, свирао је соул џез са Џеком Макдафом и другима. Затим је покренуо успешну соло каријеру. Његов албум Breezin' је сертификован као троструки платинасти, био је број 1 на листи албума часописа Билборд 1976. године. Његови концерти су били веома добро посећени и запажени током 1980-их. Највећи Бенсонови хитови су Give Me the Night и Nothing's Gonna Change My Love for You.

## Дискографија

### Студијски албуми
- The New Boss Guitar (1964)
- It's Uptown (1966)
- The George Benson Cookbook (1966)
- Giblet Gravy (1968)
- Shape of Things to Come (1968)
- Goodies (1968)
- Tell It Like It Is (1969)
- I Got a Woman and Some Blues (1969)
- The Other Side of Abbey Road (1969)
- Beyond the Blue Horizon (1971)
- White Rabbit (1971)
- Body Talk (1973)
- Bad Benson (1974)
- Good King Bad (1975)
- Breezin' (1976)
- Benson & Farrell (1976)
- In Flight (1976)
- Livin' Inside Your Love (1979)
- Give Me the Night (1980)
- In Your Eyes (1983)
- Pacific Fire (1983)
- 20/20 (1984)
- While the City Sleeps... (1986)
- Collaboration (1987)
- Twice the Love (1988)
- TTenderly (1989)
- Big Boss Band (1990)
- Love Remembers (1993)
- That’s Right (1996)
- Standing Together (1998)
- Absolute Benson (2000)
- Irreplaceable (2003)
- Givin' It Up (+ Al Jarreau) (2006)
- Songs and Stories (2009)
- Guitar Man (2011)
- Inspiration: A Tribute to Nat King Cole (2013)
- Walking to New Orleans (2019)